# Meksyletyna
Meksyletyna – wielofunkcyjny organiczny związek chemiczny, lek przeciwarytmiczny z grupy Ib. Stosowana w leczeniu tachykardii. Ma budowę i działanie zbliżone do drugiego leku z tej grupy, lidokainy, jednak może być podawana zarówno dożylnie, jak i doustnie. Substancja jest również skuteczna w kontroli objawów w dystrofii miotonicznej.

## Mechanizm działania
Meksyletyna działa chronotropowo ujemnie na serce przez wolniejsze narastanie potencjału czynnościowego (słabiej niż leki przeciwarytmiczne grupy Ia), podwyższenie progu depolaryzacji i wydłużenie czasu repolaryzacji. Ma również działanie inotropowe ujemne – zmniejsza siłę skurczu serca.

## Działania niepożądane
Są podobne do tych przy stosowaniu leków z grupy Ia: niewydolność serca (przez działanie inotropowe ujemne), spadek ciśnienia, zaburzenia żołądkowo-jelitowe, biegunka, a w dużych dawkach również pobudzenie OUN i drgawki.